# Doença vulvar
Uma doença vulvar é uma condição patológica anormal particular que afeta parte ou toda a vulva. Diversas patologias são definidas. Algumas podem ser evitadas pela manutenção da saúde vulvovaginal.

## Câncer vulvar
O câncer vulvar é responsável por cerca de 5% de todos os cânceres ginecológicos e geralmente afeta mulheres idosas. As taxas de sobrevivência de cinco anos nos Estados Unidos estão em torno de 70%.

## Localização vulvo-perineal de doenças dermatológicas
Os distúrbios sistêmicos podem estar localizados na região vulvo-perineal.
- Na histiocitose de células de Langerhans, as lesões inicialmente são pápulas eritematosas e purpúricas e, em seguida, tornam-se escamosas, crostosas e às vezes confluentes.
- Na doença de Kawasaki, uma erupção cutânea perineal eritematosa e descamativa pode ocorrer na segunda semana do início dos sintomas, quase ao mesmo tempo que a descamação palmoplantar.
- Acrodermatite enteropática é um distúrbio bioquímico do metabolismo do zinco.
- Dermatite de fraldas na infância

## Anormalidades e cistos
- Cistos epidermoides
- Angiomas
- Nevos
- Sardas
- Lentigo
- Cicatrizes
- Escarificação
- Vitiligo
- Tatuagens
- Hipertrofia
- Sinus pudoris
- Bartholinite
- Cisto na glândula de Skene

## Infecções
- Candidíase
- Vaginose bacteriana
- Verrugas genitais, provocadas pelo Vírus do papiloma humano (VPH)
- Molusco contagioso
- Herpes simples (herpes genital)
- Herpes zoster
- Tinea cruris (micose da virilha)
- Hidrosadenite
- Infestações por oxiúros, sarna e piolhos

## Doenças inflamatórias
- Dermatites
- Neurodermatite
- Psoríase
- Líquen escleroso
- Líquen plano
- Vulvite
- Pênfigo
- Penfigoide

## Síndromes dolorosas
- Vulvodinia
- Vaginismo

## Úlceras
- Afta
- Doença de Behçet

## Doenças do desenvolvimento
- Septo vaginal
- Abertura da vagina extremamente próxima à uretra ou ao ânus
- Hímen imperfurado
- Vários estágios de masculinização genital, incluindo "lábios fundidos" (sinequia, vagina ausente ou parcialmente formada, uretra localizada no clitóris
- Hermafroditismo

## Tumores e hamartomas
- Hemangiomas e displasias vasculares que podem envolver a região perineal
- Protrusão piramidal perianal infantil

## Outros
- Linfangioma
- Doença de Paget extramamária da vulva
- Neoplasia intraepitelial vaginal
- Doença de Bowen (carcinoma de células escamosas da pele)
- Papulose bowenoide
- Varizes vulvares
- Fusão labial
- Nevralgia do pudendo
- Vaginite inflamatória descamativa
- Alterações relacionadas a lacerações perineais no parto e episiotomia
- Vestibulite vulvar